# Поздеевка (Амурская область)
Позде́евка — село в Ромненском районе Амурской области, Россия. Образует Поздеевский сельсовет.

## География
Через село Поздеевка проходит Транссибирская магистраль.
Федеральной трасса Чита — Хабаровск проходит примерно в 10 км северо-восточнее села.
Село Поздеевка стоит в 4 км от левого берега реки Белая (левый приток Зеи).
Поздеевка находится в 41 км к юго-западу от районного центра Ромны, автомобильная дорога идёт через Верхнебелое, Знаменку, Святоруссовку и Любимое.

## История

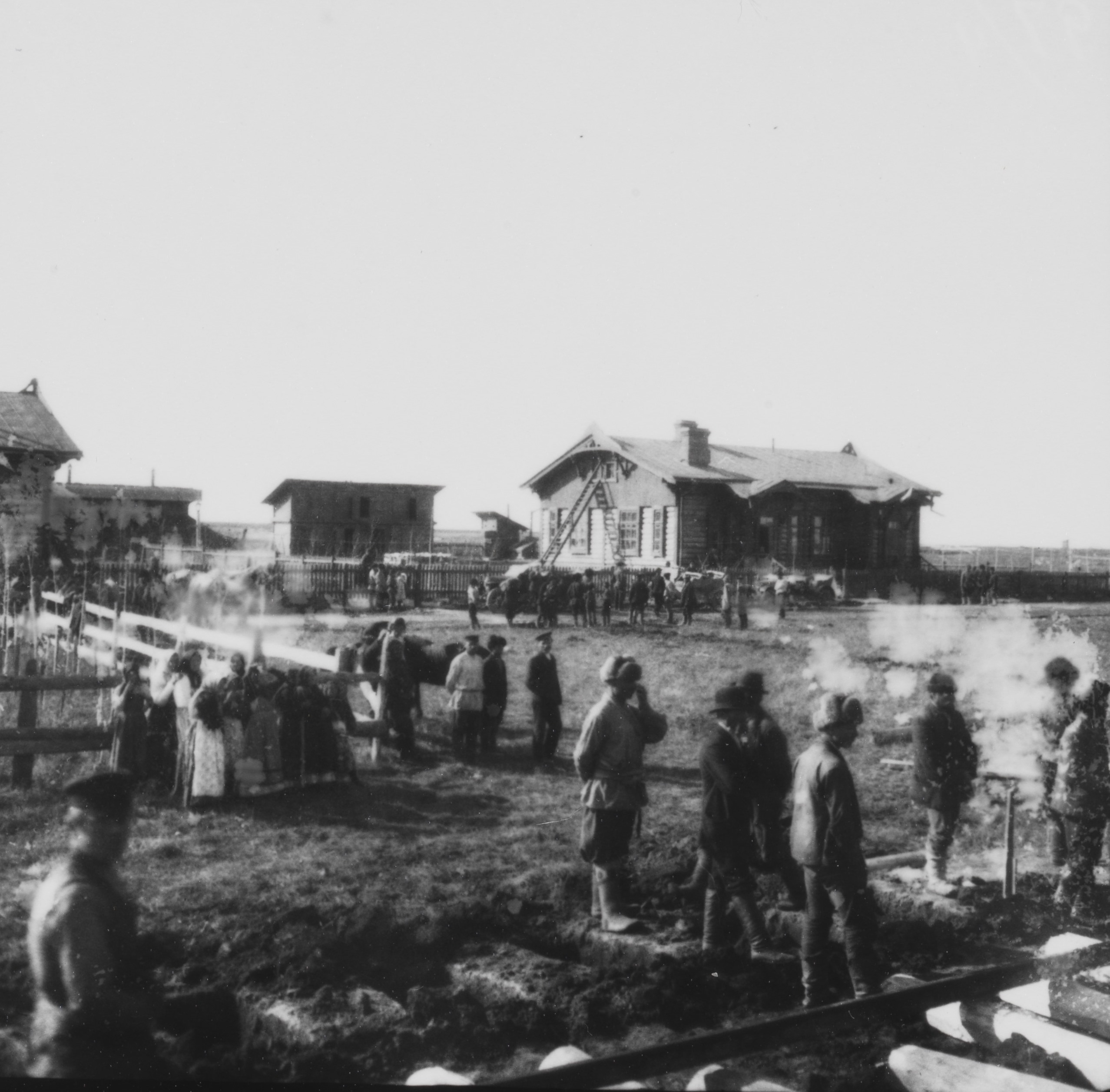
Поздеевка, 1913. Фото Ф. Нансена

Село Поздеевка обязано своим названием кулакам братьям Поздеевым (Ивану, Афанасию, Трифону), которые на этом месте вели своё хозяйство. Когда в 1910 году началась рубка просеки для Амурской железной дороги, по проекту она должна была проходить возле села Верхнебелое, братья Поздеевы подкупили строителей и просека прошла по территории нынешней станции Поздеевка. Одновременно со строительством железной дороги шло строительство вокзала и жилых домов. После революции братьев Поздеевых раскулачили, но название станции сохранилось. Дальнейшая судьба братьев неизвестна, но родственники Ивана Поздеева долгое время жили в китайском городе Хэйхэ (напротив Благовещенска).
Быстрое развитие села Поздеевка началось после Гражданской войны. Одним из первых был построен элеватор, от него к мельнице (построенной Поздеевыми) вела узкоколейка.
В 1929 году по решению Амурского округа от 29.03.1926 года № 50 был образован Поздеевский сельский Совет рабочих, крестьянских и красноармейских депутатов с центром в с. Поздеевка. В состав сельсовета входили с. Верхнебелое, колхоз им. Ильича, с. Новороссийка.
В 1932 году была открыта Георгиевская МТС на территории с. Поздеевка.
В 1930-е годы издавалась газета «Сталинец».
В 1956 году в селе Поздеевка открылась общеобразовательная школа, в которой также обучались дети сёл Верхнебелое и Новороссийка.
К 1969 году центр сельского Совета был перенесен в с. Верхнебелое.
С 1 января 1969 года в результате административной реформы были образованы Поздеевский сельсовет с центром и в границах с. Поздеевка и Верхнебельский сельсовет в границах с. Верхнебелое, с. Новороссийка, колхоз им. Ильича с центром в с. Верхнебелое.

## Население
| 2002  | 2010  | 2012  | 2013  | 2014  | 2015  | 2016  |
| ----- | ----- | ----- | ----- | ----- | ----- | ----- |
| 2255  | ↘1902 | ↘1824 | ↘1757 | ↘1713 | ↘1673 | ↘1604 |
| 2017  | 2018  | 2021  |       |       |       |       |
| ↘1569 | ↘1544 | ↘1526 |       |       |       |       |

## Инфраструктура
- Сельскохозяйственные предприятия Ромненского района;
- Средняя школа;
- Клуб;
- Амбулатория;
- Дом быта;
- Отделение связи.

## Транспорт
Станция Поздеевка Забайкальской железной дороги. По характеру и объёму работы — промежуточная 4 класса.
Основана в 1913 году при строительстве Амурской железной дороги. В 1913 году по железной дороге из Владивостока возвращался в Норвегию знаменитый полярный исследователь, крупный учёный Фритьоф Нансен. Станция ещё названия не имела, и строители обещали Нансену назвать станцию его именем, но была названа по селу.